# سید حسین میرشمسی
سید حسین میرشمسی (۱۲۹۳ – ۲۳ آذر ۱۳۸۷) چهره ماندگار و پدر واکسن ایران بود.

## زندگی علمی
سید حسین میرشمسی پس از دریافت دیپلم خود در سال ۱۳۱۴ تحصیلات آکادمیک خود را در دانشکده دامپزشکی دانشگاه تهران آغاز کرد. او در سال ۱۳۲۰ توانست دکترای خود را دریافت کند. وی برای ۹ سال در مؤسسه تحقیقات واکسن و سرم‌سازی رازی در کرج مشغول به کار بود و در پی آن برای گرفتن تخصص به کشور فرانسه رفت.
وی مدت‌ها در دانشگاه‌های کشورهای مختلف به پژوهش پرداخت. او در سال ۱۳۷۴ توانست لوح تقدیر و نشان درجه یک پژوهشی را دریافت کند. او هفت سال نیز به عنوان استاد مدعو در دانشکده پزشکی، دامپزشکی و کشاورزی دانشگاه تهران تدریس کرد.
حسین میرشمسی در ۲۳ آذر ۱۳۸۷ در ۹۴ سالگی درگذشت.

## افتخارات
میرشمسی به دلیل تلاش برای تولید واکسن‌های دامی، واکسن و سرم دیفتری، کزاز، سیاه سرفه، و همچنین تولید واکسن برای بیماری‌های ویروسی سرخک، فلج اطفال، سرخجه و اوریون و انتقال دانش فنی ساخت این واکسن‌ها به ایران، «پدر واکسن ایران» خوانده می‌شود. تیم پژوهشی سید حسین میرشمسی در این راه، جواد رضوی و عباس شفیعی بودند. او بنیانگذار تولید واکسن‌های انسانی در مؤسسه تحقیقات و سرم‌سازی رازی بود. از او بعنوان افتخار دامپزشکان ایران یاد می‌شود.
سید حسین میرشمسی همزمان عضو پیوسته فرهنگستان علوم و عضو پیوسته فرهنگستان علوم پزشکی بود. از وی به عنوان نخستین برگزیده فرهنگستان علوم در مراسم بزرگداشت مشترک فرهنگستان‌ها قدردانی شد.